# Campionati pacifico-americani di slittino 2017
I Campionati pacifico-americani di slittino 2017, sesta edizione della manifestazione, si sono disputati a Park City, negli Stati Uniti, il 16 e il 17 dicembre 2016 sulla Pista dello Utah Olympic Park, il tracciato che ospitò le Olimpiadi invernali del 2002. La località nei pressi di Salt Lake City ha ospitato la manifestazione per la prima volta.
L'evento si è svolto all'interno della quarta tappa di Coppa del Mondo 2016/17.

## Singolo uomini
L'atleta statunitense Tucker West vince il suo secondo titolo dopo quello conquistato a Lake Placid 2015, battendo il connazionale Chris Mazdzer, campione uscente; completa il podio tutto statunitense Taylor Morris, al suo secondo bronzo nei campionati.
| Pos. | Atleti             | Nazione     | Tempo    | Distacco |
| ---- | ------------------ | ----------- | -------- | -------- |
|      | Tucker West        | Stati Uniti | 1'32"681 |          |
|      | Chris Mazdzer      | Stati Uniti | 1'33"043 | +0"362   |
|      | Taylor Morris      | Stati Uniti | 1'33"247 | +0"566   |
| 4    | Jonathan Gustafson | Stati Uniti | 1'33"527 | +0"846   |
| 5    | Mitchel Malyk      | Canada      | 1'33"561 | +0"880   |
| 6    | Reid Watts         | Canada      | 1'35"066 | +2"385   |

## Singolo donne
La statunitense Erin Hamlin vince il suo terzo titolo consecutivo battendo la connazionale Emily Sweeney (secondo argento in carriera) e la canadese Alex Gough, già campionessa nel 2012 e nel 2014.
| Pos. | Atlete                 | Nazione     | Tempo    | Distacco |
| ---- | ---------------------- | ----------- | -------- | -------- |
|      | Erin Hamlin            | Stati Uniti | 1'29"257 |          |
|      | Emily Sweeney          | Stati Uniti | 1'29"384 | +0"127   |
|      | Alex Gough             | Canada      | 1'30"584 | +0"327   |
| 4    | Summer Britcher        | Stati Uniti | 1'30"785 | +0"528   |
| 5    | Kimberley McRae        | Canada      | 1'30"010 | +0"753   |
| 6    | Raychel Germaine       | Stati Uniti | 1'30"144 | +0"887   |
| 7    | Verónica María Ravenna | Argentina   | 1'30"606 | +1"349   |
| 8    | Brooke Apshkrum        | Canada      | 1'30"897 | +1"640   |

## Doppio
Gli statunitensi Matt Mortensen e Jayson Terdiman conquistano rispettivamente il loro terzo e secondo titolo sopravanzando le due coppie connazionali Krewson/Sherk e Hyrns/Espinoza.

La gara si è disputata su una sola manche, essendo stata annullata la prima discesa per troppa neve.
| Pos. | Atleti                            | Nazione     | Tempo  | Distacco |
| ---- | --------------------------------- | ----------- | ------ | -------- |
|      | Matthew Mortensen Jayson Terdiman | Stati Uniti | 44"986 |          |
|      | Justin Krewson Andrew Sherk       | Stati Uniti | 45"265 | +0"279   |
|      | Jacob Hyrns Anthony Espinoza      | Stati Uniti | 45"339 | +0"353   |
| 4    | Tristan Walker Justin Snith       | Canada      | 45"629 | +0"629   |

## Medagliere
| Posizione | Nazione     | Oro | Argento | Bronzo | Totale |
| --------- | ----------- | --- | ------- | ------ | ------ |
| 1         | Stati Uniti | 3   | 3       | 2      | 8      |
| 2         | Canada      | 0   | 0       | 1      | 1      |
| Totale    | Totale      | 3   | 3       | 3      | 9      |